# Wohnhaus Stavendamm 17

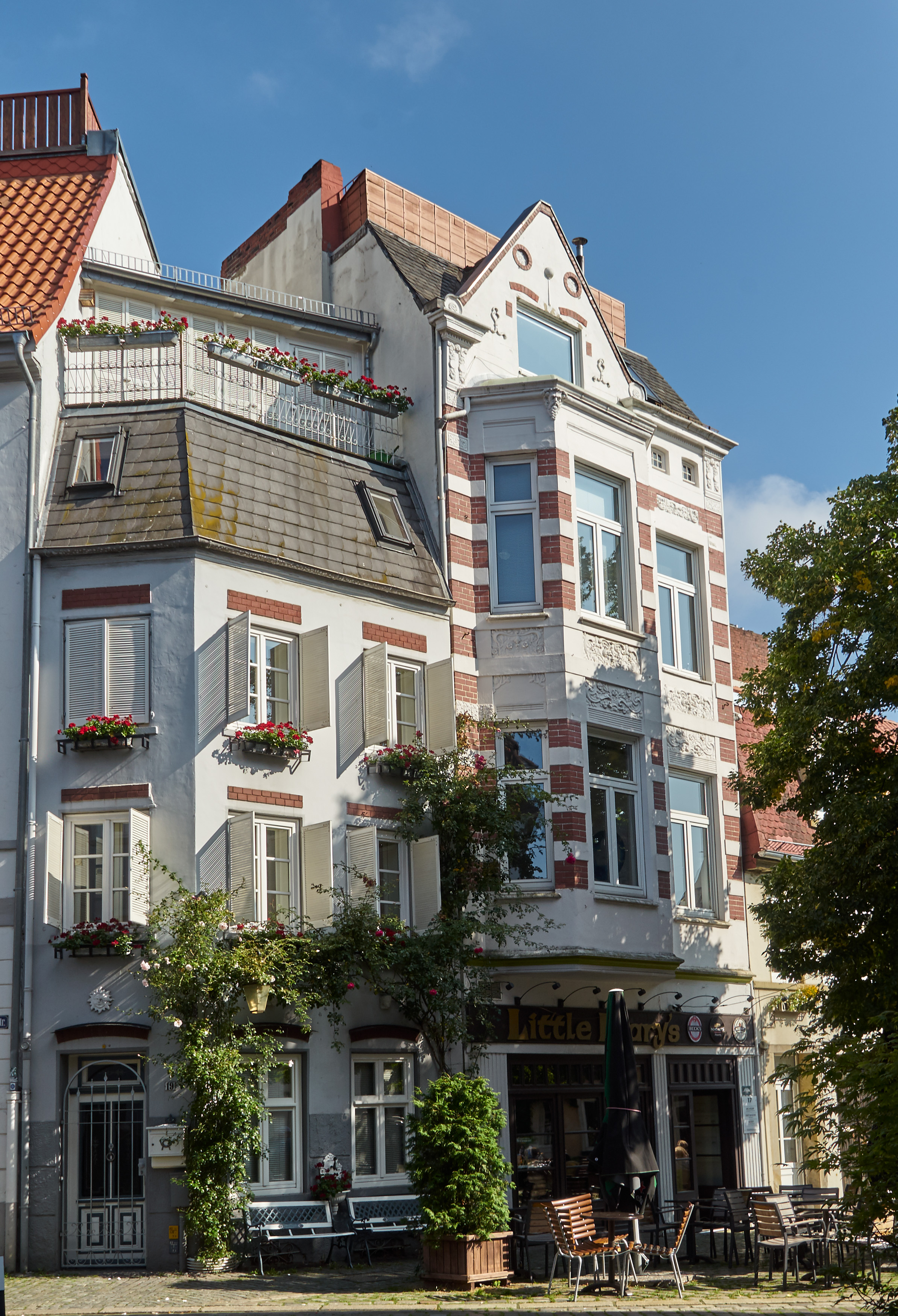
Stavendamm 17, rechts

Das Wohnhaus Stavendamm 17 befindet sich in Bremen, Stadtteil Mitte im  Schnoorviertel, Stavendamm 17. Es entstand um 1900.

Das Gebäude steht als Teil des Ensembles Schnoor seit 1973 unter Bremer Denkmalschutz.

## Geschichte
Die ursprüngliche Bevölkerung des Schnoors bestand überwiegend aus Flussfischern und Schiffern. In der Epoche des Klassizismus und des Historismus entstanden von um 1800 bis 1890 die meisten oft kleinen Gebäude. Im weiteren Verlauf wurde es zum Arme-Leute-Viertel, das in weiten Bereichen verfiel – vor allem nach dem Zweiten Weltkrieg. 
1959 wurde von der Stadt ein Ortsstatut zum Schutz der erhaltenswerten Bausubstanz beschlossen. Die Häuser wurden dokumentiert und viele seit den 1970er Jahren unter Denkmalschutz gestellt. Ab den 1960er Jahren fanden mit Unterstützung der Stadt Sanierungen, Lückenschließungen und Umbauten im Schnoor statt.
Das dreigeschossige, teilverklinkerte Wohn- und Geschäftshaus mit Mansarddach und einem Giebelrisalit wurde in der Epoche der Jahrhundertwende um 1900 an einem heute belebten kleinen Platz gebaut.
Heute (2018) wird das sanierte Gebäude durch einen Laden, Wohnungen und Büros genutzt.

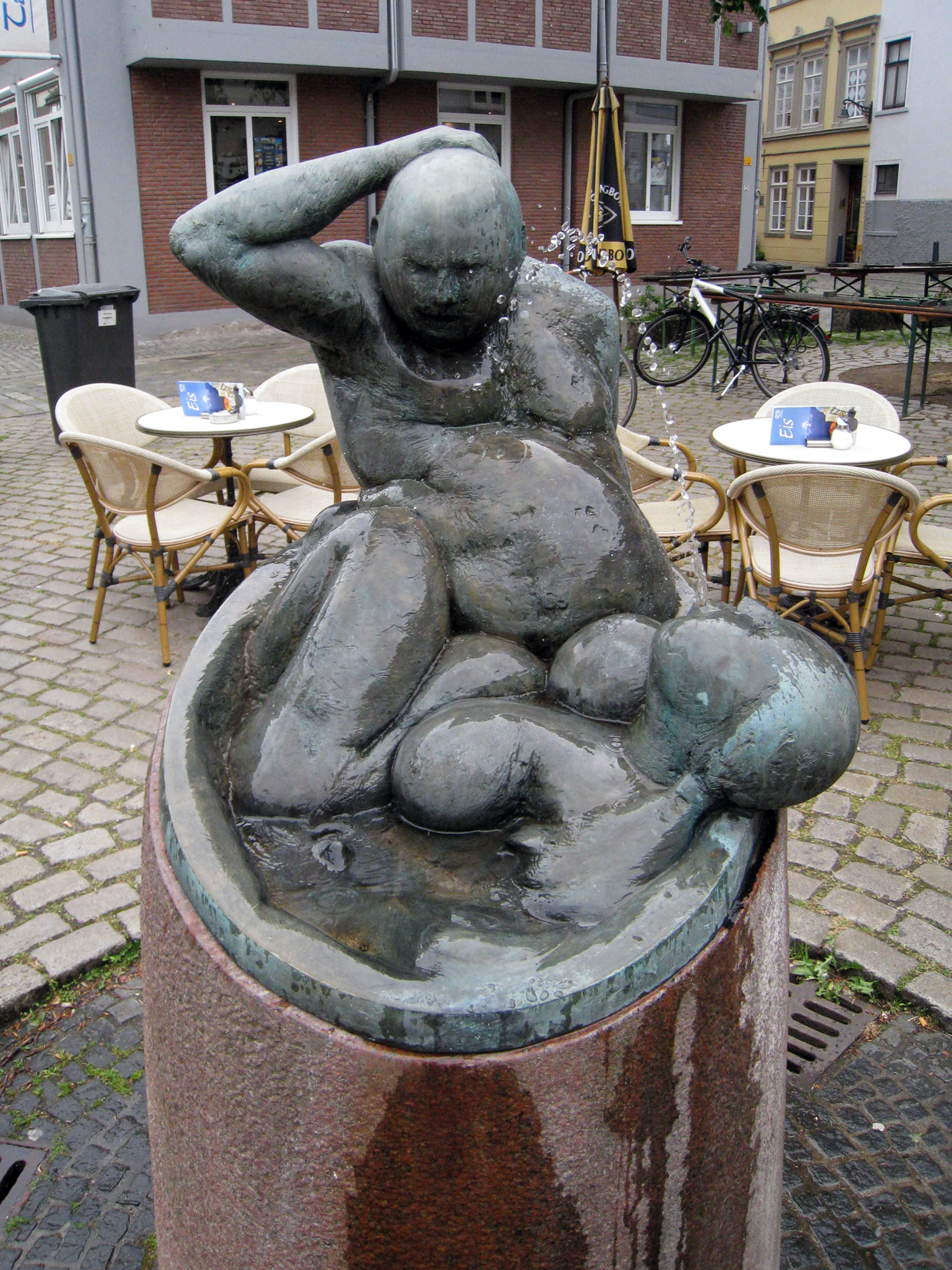
Badestubenbrunnen

Am Stavendamm stand im Mittelalter ein Badehaus. Die Stavenstraße wurde bereits 1453 als „sunde Mertens stove“ und „de rugge stoven“ erwähnt. Stave bedeutete Stube und das waren beheizbare Räume, in denen die Fischer und Seeleute baden konnten. auf dem Platz steht deshalb der bronzene Badestubenbrunnen vom Bildhauer Jürgen Cominotto. Stifter.